# Bruchidius mulsanti
Bruchidius mulsanti is een keversoort uit de familie bladkevers (Chrysomelidae). De wetenschappelijke naam van de soort werd in 1863 gepubliceerd door Charles Nicolas François Brisout de Barneville.